# Pleurodema borellii
Pleurodema borellii és una espècie de granota que viu a l'Argentina i, possiblement també, a Bolívia.